# Bačkovík
Bačkovík (Hongaars: Bátyok) is een Slowaakse gemeente in de regio Košice, en maakt deel uit van het district Košice-okolie.
Bačkovík telt 454 inwoners.